# 兰州制造局
兰州制造局原为左宗棠在1867年筹建，并1869年于西安建立的西安机器局，生产弹药。1872年迁往兰州，为西北最早的现代工业企业。后改为兰州通用机器厂。